# Amanita ravenelii
Amanita ravenelii, comúnmente conocida como Lepidella piñonera, es una especie de hongo de la familia Amanitaceae. Los cuerpos fructíferos blanquecinos son de medianos a grandes, con sombreros de hasta 17 centímetros (6 1⁄2 pulgadas) de ancho y tallos de hasta 25 cm (10 pulgadas) de largo. La superficie del sombrero presenta grandes verrugas y el tallo tiene una base escamosa y bulbosa. Los hongos tienen un olor inconfundible a cloro. 
Está ampliamente distribuida en los bosques mixtos y caducifolios del sureste de Estados Unidos, donde crece solitaria o en grupos en el suelo a finales del verano y en otoño.

## Taxonomía
La especie fue descrita científicamente por primera vez por Miles Joseph Berkeley y Moses Ashley Curtis en 1859 como Agaricus ravenelii. Pier Andrea Saccardo la incluyó en el género Amanita en 1887. Se encuentra en la subsección Solitariae, sección Lepidella del género Amanita. Otras especies norteamericanas de la sección Lepidella son A. abrupta, A. atkinsoniana, A. chlorinosma, A. cokeri, A. daucipes, A. mutabilis, A. onusta, A. pelioma, A. polypyramis y A. rhopalopus.
El epíteto específico ravenelli hace honor al micólogo estadounidense Henry William Ravenel. El hongo se conoce comúnmente como "Lepidella piñonera".

## Descripción
El sombrero mide entre 8 y 17 centímetros (3-6 1⁄2 pulgadas) de ancho, inicialmente es semiesférico o casi redondo, y más adelante se vuelve convexo o aplanado. Es carnoso, de color blanco a blanco amarillento, normalmente seco, pero ocasionalmente ligeramente pegajoso con la edad. El velo universal permanece como una capa de color amarillo pálido a marrón anaranjado que se rompe en verrugas apiñadas, bastante gruesas, de cónicas a troncocónicas. Las verrugas miden hasta 6 milímetros (1⁄4 pulgadas) de ancho y 4 milímetros (1⁄8 pulgadas) de alto, volviéndose más escamosas hacia el borde del sombrero con el paso del tiempo. El borde es no estriado (sin surcos) y apendiculado (con restos de velos parciales que cuelgan a lo largo del borde del sombrero).
Las láminas no están unidas al tallo, están apiñadas, son moderadamente anchas y de color blanco amarillento a amarillo pálido. Entre las láminas hay branquias cortas (lamélulas) que no se extienden completamente hasta el tallo; son algo truncadas (terminan abruptamente) o atenuadas (se estrechan gradualmente).
El tallo mide 10-25 cm (4-10 pulgadas) de largo y 1-3 cm (1⁄2-1 pulgada) de ancho, y disminuye ligeramente de grosor cerca del ápice. Es sólido (es decir, no hueco), de color blanco a amarillo pálido, y está cubierto de mechones de pelos lanosos suaves o fibrillas. Tiene un gran bulbo basal, hinchado en el centro, que se enraíza en el suelo hasta 5,5 cm (2 pulgadas). El velo parcial es de color blanco amarillento a amarillo pálido, formando un anillo grueso, lanoso, delicado, que se desprende pronto. El velo universal permanece en la base del tallo en forma de escamas gruesas, curvadas hacia abajo, formando a menudo anillos irregulares.
La carne es firme y de color blanco a amarillo pálido. El tejido del hongo tiene olor a cloro calcáreo (polvo blanqueador), o a "zapatillas de tenis viejas".

### Características microscópicas
Las esporas son elipsoides, ocasionalmente ovoides, de paredes finas, hialinas, amiloides y miden 8-11 por 5,5-7,5 μm. El depósito de esporas es blanco. Los basidios (células portadoras de esporas) miden 40-65 por 7-11,5 μm, tienen cuatro esporas y abrazaderas en sus bases. Los queilocistidios (cistidios en el borde branquial) se observan ocasionalmente como células pequeñas en forma de garrote que miden 15-35 por 10-15 μm, sobre hifas de paredes finas de 3-7 μm de diámetro. La cutícula del sombrero, que no está claramente diferenciada del tejido del sombrero, consiste en hifas entrelazadas de paredes finas de 2,5-9 μm de diámetro. El tejido del velo universal del sombrero está formado por hileras más o menos paralelas y rectas de células aproximadamente esféricas, y elipsoides a anchamente elipsoides, de hasta 78 por 65 μm y células fusiformes a en forma de garrote de hasta 125 por 30 μm. Estas últimas células son terminales o en cadenas cortas y terminales, y están soportadas por hifas moderadamente abundantes, de paredes finas, ramificadas, entrelazadas, a veces casi coraloides, de 3-9,5 μm de diámetro con unas pocas hifas oleíferas (que contienen aceite) dispersas, de 5-12,5 μm de diámetro. La distribución de las hifas en la base del tallo es similar a la del sombrero, pero con más hifas filamentosas. Hay conexiones en pinza.

### Especies similares

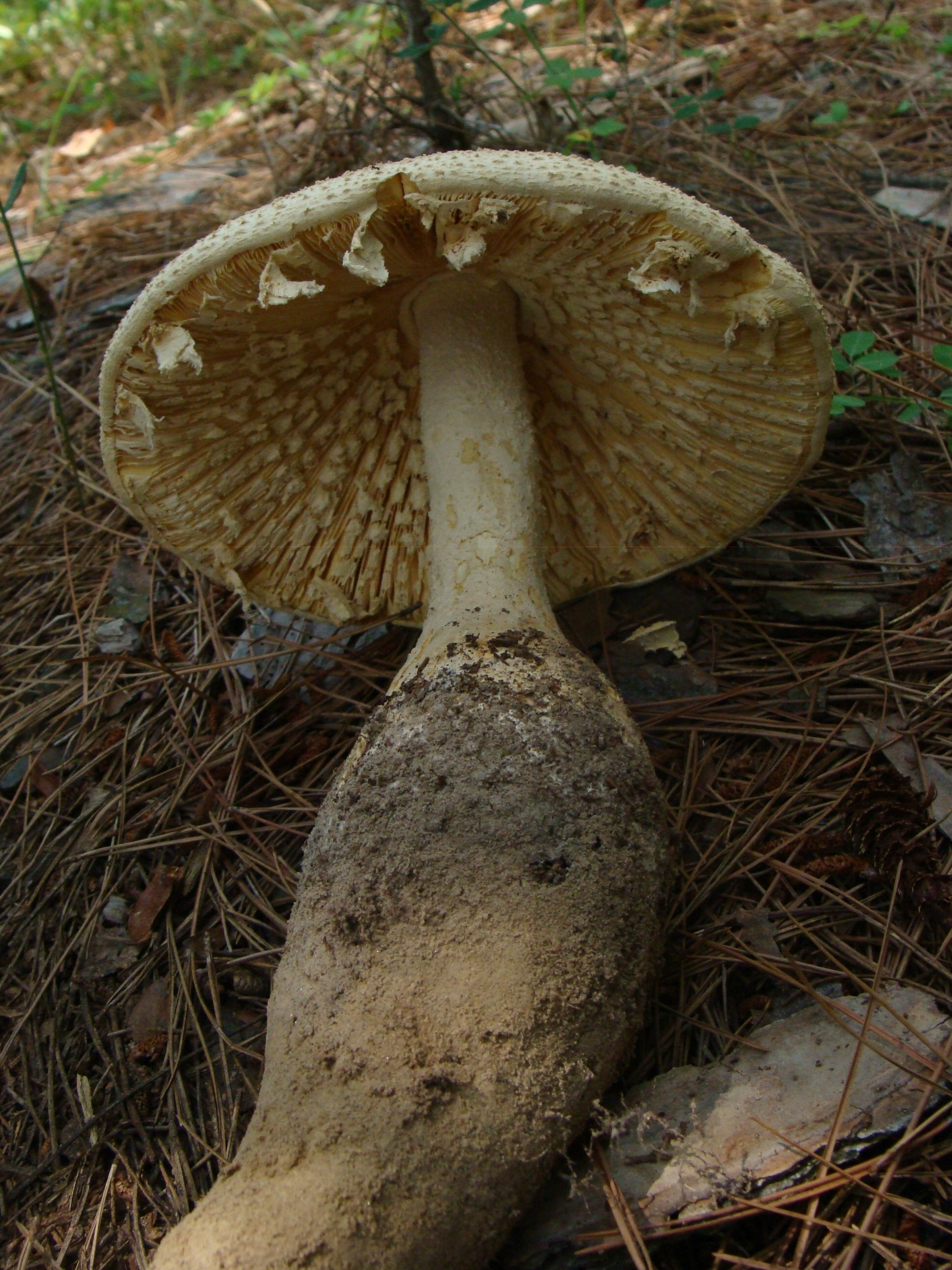
El bulbo basal es característico de A. ravenelii.

Los cuerpos fructíferos de A. ravenelii se distinguen de los de A. chlorinosma por la presencia de grandes verrugas cónicas a troncocónicas de color amarillo pálido a naranja parduzco en la superficie del sombrero y un gran bulbo basal. El hongo A. polypyramis es de color blanco puro y carece de las grandes verrugas cónicas de color amarillo pálido a naranja parduzco típicas de A. ravenelii. La especie norteamericana A. armillariiformis tiene una superficie de sombrero areolada similar, pero a diferencia de A. ravenelii, no tiene un bulbo basal distintivo, y se encuentra en zonas semiáridas asociadas con álamos temblones y abetos de Douglas de edad avanzada.[8] También de Norteamérica, A. mutabilis tiene tonos rosados en el sombrero y el tallo, y se vuelve rosa cuando se corta su carne y huele a anís.

## Distribución y hábitat
A. ravenelii está ampliamente distribuida en el sureste de Estados Unidos, donde su presencia es "de ocasional a frecuente" a finales del verano y en los meses de otoño de agosto a noviembre; se han recolectado hongos en los estados norteamericanos de Maryland, Carolina del Norte, Carolina del Sur, Indiana, Tennessee y Virginia. También se ha observado su crecimiento en el norte de Baja California, México.
Es un hongo micorrícico, lo que significa que forma asociaciones mutualistas con arbustos y árboles. Los hongos crecen en el suelo de forma solitaria, dispersa o en grupos en bosques mixtos de coníferas y caducifolios. Aunque se desconocen las asociaciones arbóreas específicas preferidas por A. ravenelii, en general, las Amanita de la sección Lepidella tienden a asociarse con pinos diploxylon (es decir, pinos del subgénero Pinus), robles y nogales.

## Toxicidad
La comestibilidad de las especies del subgénero Lepidella de Amanita se ha descrito como desconocida, no recomendada, o venenosa.